# Радатиці
Радатиці або Радатіце (словац. Radatice) — село в Словаччині, Пряшівському окрузі Пряшівського краю. Розташоване в центральній частині східної Словаччини, в південно—східній частині Шариської височини в долині Свинки. Село виникло у 1964 році з'єднанням двох сіл Радачов (словац. Radačov) та Меретице (словац. Meretice).
Уперше згадується у 1964 році.

## Культурні пам'ятки
У частині села Меретице є римо—католицький костел св. Емерика з 13 століття в стилі ранньої готики, перебудований після 1715 року в стилі бароко, вежа з 1773 року, купіль хрестильна з 13 століття в стилі романтизму.
У частині села Радачов є римо—католицький костел св. Мартина збудований у 13 столітті в стилі готики, перебудований у 1630 році.

## Населення
| Рік:            | 1993 | 2003    | 2013    | 2023    |
| --------------- | ---- | ------- | ------- | ------- |
| Кількість осіб: | 784  | 751     | 775     | 781     |
| Різниця:        |      | -4,20 % | +3,19 % | +0,77 % |

| Рік:            | 2022 | 2023    |
| --------------- | ---- | ------- |
| Кількість осіб: | 771  | 781     |
| Різниця:        |      | +1,29 % |

У селі проживає 800 осіб.